# Milchwald
Milchwald ist ein deutscher Spielfilm des Regisseurs Christoph Hochhäusler aus dem Jahr 2003. Dieser Film ist Hochhäuslers Kinofilmdebüt und seine Abschlussarbeit an der Hochschule für Fernsehen und Film München. Milchwald ist die Initialzündung für den Durchbruch der Filmästhetik der Berliner Schule.

## Handlung
Sylvia Mattis fährt mit ihren Stiefkindern Lea und Konstantin durch eine sommerliche Landschaft in der Nähe der deutsch-polnischen Grenze. Sie zanken sich alle ein wenig, und da die Kinder die Stiefmutter nerven, lässt sie diese am Feldrand aussteigen und fährt ein Stück allein weiter. Als sie zurückkommt, um die Kinder wieder einzuladen, sind diese verschwunden. Sie haben sich allein auf den Weg nach Hause gemacht.
Zurück im neugebauten Eigenheim verschweigt Sylvia ihrem Mann Josef das Verschwinden der Kinder. Er erfährt es erst durch den Anruf einer Lehrerin, die die Kinder vermisst. Josef alarmiert die Polizei wegen Entführung. Sylvia bleibt untätig und lügt ihren Mann an, indem sie ihn im Unklaren über das Verschwinden der Kinder lässt – aus Angst, die Liebe ihres Mannes zu verlieren.
Lea und Konstantin laufen durch den dunkel werdenden Wald und treffen auf den Polen Kuba Lubinski, der vor seinem Transporter zu Abend isst. Er nimmt die Kinder mit und versucht erfolglos deren Eltern anzurufen. Sylvia nimmt eine große Menge Tabletten und hält einen Brief an ihren Mann bereit. Lubinski will die Kinder eigentlich am nächsten Tag zur Polizei bringen, als er aus der Tagesschau erfährt, dass 10000 Euro Belohnung auf die beiden vermissten Kinder ausgesetzt sind. Lubinski ruft diesmal erfolgreich beim Vater Josef an, welcher dadurch seinen Verdacht der Entführung bestätigt sieht. Es wird ein Treffen in Polen zur Geldübergabe unter Ausschluss der Polizei vereinbart.
Sylvia kommt wieder zu sich und fährt mit ihrem Mann nach Polen. Lea und Konstantin sind mittlerweile davongelaufen, Lubinski will sich dennoch mit den Eltern treffen und die 10000 Euro kassieren. Die Kinder versuchen mit ihren Mitteln, sich zu orientieren und nach Hause zu kommen, scheitern jedoch und verlieren sich aus den Augen. Lubinksi findet Lea in einer Kirche wieder und bald darauf auch Konstantin. Zufällig sieht Sylvia in einer Raststätte, wie Lubinski den mittlerweile dreckigen Konstantin für die Übergabe nackt in einer Dusche putzt. Daraufhin verliert sie erneuert ihr Bewusstsein.
Lea ist Lubinski gegenüber sehr misstrauisch. Sie füllt während der Weiterfahrt ätzendes Toilettenreinigungsmittel in Lubinskis Thermoskanne. Lubinski trinkt davon, stockt und stoppt den Wagen mit einer Vollbremsung. Als er wieder sprechen kann, schickt er die Kinder fort. Sie laufen anschließend allein und verloren die sommerliche Landstraße entlang.

## Stilistische Eigenschaften
Milchwald ist ein Roadmovie und eine Variation des Märchens von Hänsel und Gretel. Im Gegensatz zum Märchen sind die Kinder nicht nur lieb und unschuldig und die Stiefmutter nicht nur böse, sondern eher überfordert. Besonders Lea ist sehr selbstbewusst und durchsetzungskräftig. Der Film ist aber kein Märchen, sondern durch und durch realistisch. Als Zuschauer erwartet man baldige Rettung der Kinder, diese geraten jedoch nur von einer unglücklichen Situation in die nächste. Die Enttäuschung über das dauerhaft ausbleibende Happy End hinterlässt Beklemmung. Diese wird unterstützt von der experimentellen Musik Benjamin Schiefers.
Auf einer Subebene wird das Verhältnis zwischen Deutschland und Polen in der postsozialistischen Ära allegorisch thematisiert. Die idyllischen Landschaftsbilder stehen in starkem Kontrast zur prekären Situation und Verlorenheit der Kinder und Eltern.
Es gibt nur wenige Schnitte im Film. Die Dialoge sind knapp.

## Kritiken
Milchwald und der Film Marseille von Angela Schanelec stießen in den Jahren 2003 und 2004 bei französischen Filmkritikern auf sehr positive Resonanz, die daraufhin die nouvelle vague allemande ausriefen. Milchwald erreichte als erster Film der Berliner Schule internationale Aufmerksamkeit, während die deutsche Öffentlichkeit dieses Werk ignorierte.
„Unter den jungen deutschen Autorenfilmern, die während der Berlinale aufgefallen sind, ist Christoph Hochhäusler ohne jeden Zweifel der vielversprechendste.“ (Télérama)
„Der beste deutsche Film der Berlinale.“ (Le Monde)

## Auszeichnungen und Festivals
- Berlinale 2003, Internationales Forum des jungen Films
- Cologne Screenings: Spektrum junger Film
- International Festival of Films on Art, Montréal 2003, Wettbewerb
- Vancouver International Film Festival
- Chicago International Film Festival
- Max Festival in Hong Kong
- Festival des deutschen Films Paris
- Sithengi Filmfestival (Kapstadt)
- Filmfest Mannheim/Heidelberg
- Boston Independent Film Festival
- Berlin & Beyond San Francisco